# 정저우시
정저우(중국어: 郑州, 병음: Zhèngzhōu)는 중화인민공화국 허난성에 있는 지급시로 허난성의 성도 소재지이다. 허난의 정치, 경제, 과학, 문화와 교육의 중심지이다. 중국의 주요 철도와 고속도로, 항공이 운항하는 요지이며, 중국중부경제구의 중심 도시이다. 정저우는 허난성 중부에 위치하며, 황하강변 남단에 있다. 구시가지의 동부(정동 지구)에 50만명 규모의 신도시 건설이 계획되고 있다.
고대에는 예주와 중원의 일부분이었다.

## 역사
3500년 전에는 상(은나라) 왕조의 도읍이 있었다. 당시 청동 제련 기술이나 도기 생산 기술은 상당히 발달해 있었다. 기원 전 11세기의 서주 시대 주왕의 아우 관숙선을 이 땅에 제후로 봉해 관국(管國)이라고 칭하였다. 춘추 시대에는 정나라의 대부 자산의 봉읍이자 수도가 되었다. 한 무제가 군현제를 실시한 이래 지금의 뤄양 일대를 관할했던 하남윤에 속했다. 지금의 정저우시는 후한말 일시적으로 신설되었다가 조위 말엽에 정식으로 분리된 형양군을 전신으로 한다. 200년 이곳 중모현에서 관도대전이 일어났다. 황하 중류에 위치한 정저우는 역사상 많은 황하의 수해를 받았기 때문에, 경제의 발전은 완만했다. 20세기 초에 농해선과 경광선이 건설되어 정저우는 남북 대동맥의 교차점이 되었기 때문에, 경제적 지위가 점차 상승하기 시작했다. 1948년 인민해방군이 입성하였고, 1953년 정저우현이 폐지되고 정저우시로 승격되었다. 1954년, 허난성 성도가 카이펑에서 정저우로 옮겨졌다. 1994년, 정저우는 국가역사문화명성으로 지정되었다. 2004년 11월 5일, 정저우는 중국 8대 고도로 지정되었다.

## 지리
허난성의 북부와 황하의 남쪽에 위치한 정저우는 서쪽으로는 뤄양, 북서쪽으로는 자오쭤, 북서쪽으로는 신샹, 동쪽으로는 카이펑, 남동쪽으로는 쉬창과 접하고 있다.
정저우는 황하 남쪽의 대평원의 넓은 계곡이자 쉉거산맥의 동쪽 끝에 위치한다. 정저우는 타이항산맥 가장자리의 남북통로와 황하 남쪽 기슭을 따라 나있는 동서통로의 교차점이다. 북쪽은 황하와 가깝고 서쪽은 숭산과 접하며 남동쪽은 황화이 평원과 인접해있다.
지형은 서고동저형이다. 서쪽은 산과 언덕인 반면에 동쪽은 대부분 평원이다. 중위도대에 위치하여 온화한 반습윤 대륙성 계절풍 기후로 겨울은 춥고 건조하고 여름은 덥고 습하며 봄은 따뜻하고 가을은 시원하여 사계절이 뚜렷하다. 연평균 기온은 15.4 °C이고 1월 평균 기온은 1.0°C, 7월 평균기온은 27.8°C이다. 연평균 강수량은 631.3mm이고 무상일수는 220일, 연일조시간은 2400시간이다. 황하와 화이허의 수계에 속하는 35개의 크고 작은 지류가 있다. 정저우를 통과하는 황하의 길이는 150.4km에 달한다.
| 정저우시의 기후                                             | 정저우시의 기후 | 정저우시의 기후 | 정저우시의 기후 | 정저우시의 기후 | 정저우시의 기후 | 정저우시의 기후 | 정저우시의 기후 | 정저우시의 기후 | 정저우시의 기후 | 정저우시의 기후 | 정저우시의 기후 | 정저우시의 기후 | 정저우시의 기후 |
| 월                                                          | 1월             | 2월             | 3월             | 4월             | 5월             | 6월             | 7월             | 8월             | 9월             | 10월            | 11월            | 12월            | 연간            |
| ----------------------------------------------------------- | --------------- | --------------- | --------------- | --------------- | --------------- | --------------- | --------------- | --------------- | --------------- | --------------- | --------------- | --------------- | --------------- |
| 역대 최고 기온 °C (°F)                                      | 21.0 (69.8)     | 25.2 (77.4)     | 29.2 (84.6)     | 37.2 (99.0)     | 38.5 (101.3)    | 42.3 (108.1)    | 43.0 (109.4)    | 40.1 (104.2)    | 37.9 (100.2)    | 34.6 (94.3)     | 27.0 (80.6)     | 23.8 (74.8)     | 43.0 (109.4)    |
| 일평균 최고 기온 °C (°F)                                    | 6.1 (43.0)      | 10.0 (50.0)     | 15.9 (60.6)     | 22.6 (72.7)     | 27.9 (82.2)     | 32.2 (90.0)     | 32.4 (90.3)     | 30.8 (87.4)     | 27.1 (80.8)     | 21.8 (71.2)     | 14.6 (58.3)     | 8.2 (46.8)      | 20.8 (69.4)     |
| 일일 평균 기온 °C (°F)                                      | 1.0 (33.8)      | 4.3 (39.7)      | 10.1 (50.2)     | 16.6 (61.9)     | 22.3 (72.1)     | 26.7 (80.1)     | 27.8 (82.0)     | 26.4 (79.5)     | 21.8 (71.2)     | 16.1 (61.0)     | 8.9 (48.0)      | 3.1 (37.6)      | 15.4 (59.8)     |
| 일평균 최저 기온 °C (°F)                                    | −3.0 (26.6)     | −0.3 (31.5)     | 4.9 (40.8)      | 10.8 (51.4)     | 16.5 (61.7)     | 21.3 (70.3)     | 23.8 (74.8)     | 22.6 (72.7)     | 17.4 (63.3)     | 11.4 (52.5)     | 4.4 (39.9)      | −1.1 (30.0)     | 10.7 (51.3)     |
| 역대 최저 기온 °C (°F)                                      | −17.9 (−0.2)    | −17.9 (−0.2)    | −7.5 (18.5)     | −1.4 (29.5)     | 3.1 (37.6)      | 10.3 (50.5)     | 15.1 (59.2)     | 13.2 (55.8)     | 5.0 (41.0)      | −1.5 (29.3)     | −13.1 (8.4)     | −17.9 (−0.2)    | −17.9 (−0.2)    |
| 평균 강수량 mm (인치)                                       | 10.1 (0.40)     | 12.8 (0.50)     | 19.3 (0.76)     | 37.0 (1.46)     | 58.1 (2.29)     | 65.1 (2.56)     | 139.1 (5.48)    | 137.4 (5.41)    | 78.2 (3.08)     | 38.9 (1.53)     | 27.2 (1.07)     | 8.1 (0.32)      | 631.3 (24.86)   |
| 평균 강수일수 (≥ 0.1 mm)                                    | 3.8             | 4.1             | 5.3             | 5.7             | 6.5             | 7.3             | 10.8            | 10.3            | 8.5             | 6.3             | 5.4             | 3.3             | 77.3            |
| 평균 강설일수                                               | 4.2             | 3.3             | 1.6             | 0.2             | 0               | 0               | 0               | 0               | 0               | 0               | 1.2             | 2.8             | 13.3            |
| 평균 상대 습도 (%)                                          | 57              | 57              | 54              | 57              | 57              | 58              | 73              | 76              | 71              | 65              | 62              | 56              | 62              |
| 평균 월간 일조시간                                          | 117.0           | 128.2           | 167.9           | 194.5           | 211.8           | 195.9           | 166.1           | 163.1           | 147.3           | 148.9           | 136.4           | 127.6           | 1,904.7         |
| 가능 일조율                                                 | 37              | 41              | 45              | 49              | 49              | 45              | 38              | 40              | 40              | 43              | 44              | 42              | 43              |
| 출처: 중국기상국 (평년값: 1991년~2020년, 극값: 1951년~현재) |                 |                 |                 |                 |                 |                 |                 |                 |                 |                 |                 |                 |                 |

## 경제
2008년 1인당 GDP는 40398위안(5915달러)였다.

### 농업
2006년 말에 정저우의 총 인구는 700만 명이었고 이 중 288만 명이 농촌 지역에 거주했다. 주요 생산물은 사과, 오동, 담배, 옥수수, 면화, 밀 등이다. 정저우는 또한 황하 잉어와 정저우 수박, 신정 대추, 싱양 곶감, 광우 석류, 중무 마늘과 같은 다른 지역에서는 보기드문 지역 특산품을 생산한다.

### 공업
정저우는 중화인민공화국이 성립된 1949년 이래로 주요 공업 도시 중 하나였다. 도시의 주요 산업은 방직업이다. 다른 제조 상품으로 트랙터, 기관차, 담배, 비료, 가공 육류, 농업 기계와 전기 설비를 포함한다.

## 행정 구역
6개의 시할구, 5개의 현급시, 1개의 현을 관할한다.
| 정저우시 현급구역 | 이름              | 간자 |
| ----------------- | ----------------- | ---- |
|                   |                   |      |
| 시할구            |                   |      |
| 후이지구          | 惠濟區 (구邙山區) |      |
| 진수이구          | 金水區            |      |
| 중위안구          | 中原區            |      |
| 얼치구            | 二七區            |      |
| 관청 후이족구     | 管城回族區        |      |
| 상제구            | 上街區            |      |
| 현급시            |                   |      |
| 싱양시            | 滎陽市            |      |
| 궁이시            | 鞏義市            |      |
| 덩펑시            | 登封市            |      |
| 신미시            | 新密市            |      |
| 신정시            | 新鄭市            |      |
| 현                |                   |      |
| 중무현            | 中牟縣            |      |

## 교통

### 공항
- 정저우 신정 국제공항

### 철도
- 징광 선

### 지하철
- 정저우 지하철

### 도로
- 징강아오 고속공로

## 관광
- 소림사
- 숭산 (세계유산 공원)
- 두보 옛 마을
- 황제 옛 마을

## 유명 인물
- 백거이 - 당나라 때의 시인
- 두보 - 당나라 때의 시인으로 현재의 궁이 시에서 태어났다.
- 신불해 - 전국시대의 정치인. 형양시 출신.

## 자매 도시
- 대한민국 진주시
- 미국 새크라멘토
- 러시아 사마라
- 브라질 조인빌
- 불가리아 슈멘

## 같이 보기
- 중국의 옛 수도